# Ośnick
Ośnick (ukr. Осницьк) – wieś na Ukrainie, w obwodzie rówieńskim, w rejonie sarneńskim, w hromadzie Rokitno. W 2001 liczyła 737 mieszkańców, spośród których 734 wskazało jako ojczysty język ukraiński, 1 rosyjski, 1 mołdawski, a 1 białoruski.
W okresie międzywojennym wieś znajdowała się w granicach II RP, wchodząc w skład gminy Klesów w powiecie sarneńskim, w województwie wołyńskim.
We wsi jest przystanek kolejowy Ośnick.